# Каррера, Роберто
Ноэль Роберто Севальос Гарсия, более известный как Роберто Каррера (исп. Noel Roberto Cevallos García, mas conocido como Roberto Carrera, 15 марта 1965, Колима, Мексика) — мексиканский актёр.

## Биография
Родился 15 марта 1965 года в Колиме. Дебютировал в мексиканском кинематографе в 1986 году и с тех пор снялся в 8 фильмах и сериалах. В 1996 году из-за кризиса на телекомпании Televisa, актёр попал под сокращение и был уволен оттуда, 2 года актёр оставался без работы и в 1998 году его приглашают на телестудию TV Azteca, где он снимется в 2 сериалах и завершит актёрскую карьеру, но останется в киноиндустрии и займётся дубляжом зарубежных фильмов и сериалов.

## Фильмография

### Сериалы

#### Televisa
- 1986 — Весёлая больница — Пепе.
- 1987 — Пятнадцатилетняя (для экспорта в зарубежные страны — Подростки) — Хоакин.
- 1988-91 — Я не верю мужчинам — доктор Роберто Барраса.
- 1989 — Великие воды — Серхио Пенья.
- 1996 — Я не перестану любить тебя — Антонио.

#### TV Azteca
- 1998 — Перла — Эктор.
- 1998 — Семья с ангелом — Хулиан.